# Liste von Persönlichkeiten aus Minusio
Diese Liste enthält in Minusio geborene Persönlichkeiten und solche, die in Minusio ihren Wirkungskreis hatten, ohne dort geboren zu sein. Die Liste erhebt keinen Anspruch auf Vollständigkeit.

## Persönlichkeiten
(Sortierung nach Geburtsjahr)

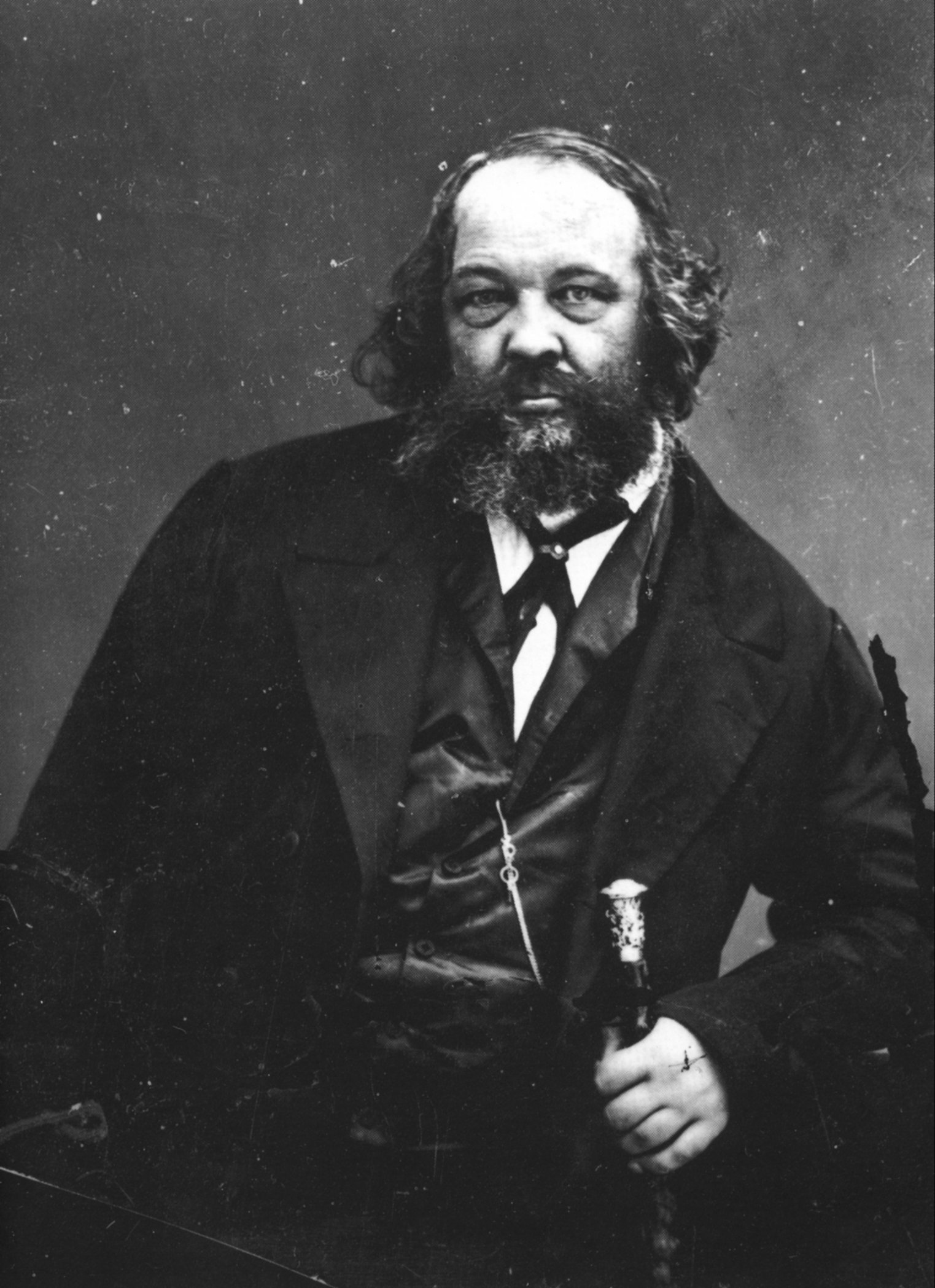
Michail Bakunin auf einer Fotografie von Nadar

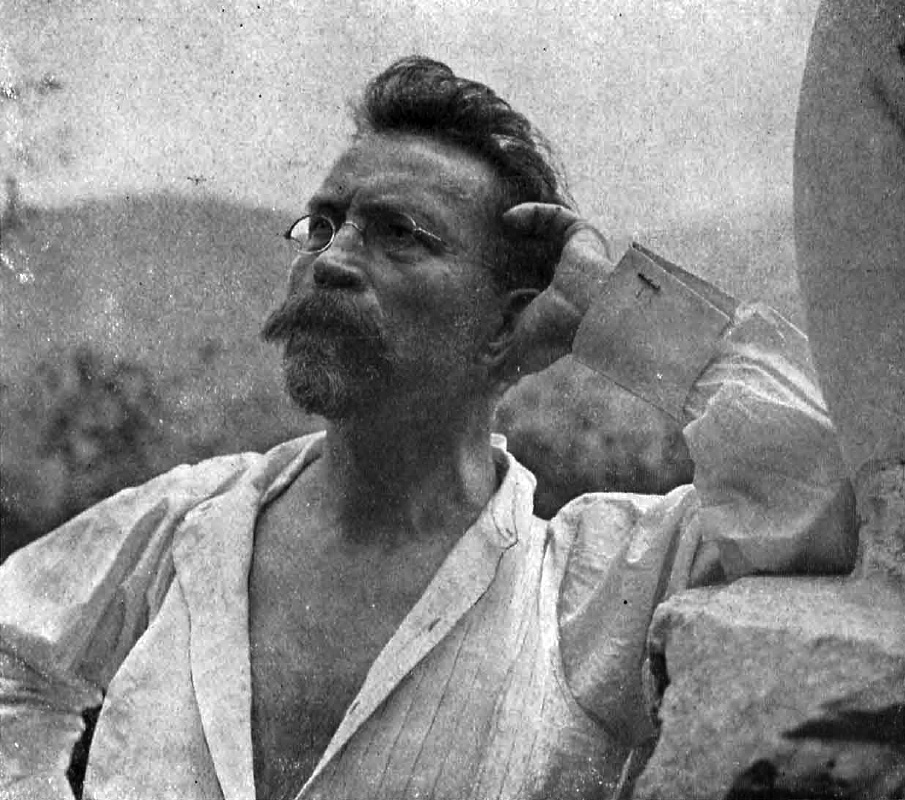
Gustav Eberlein, 1903

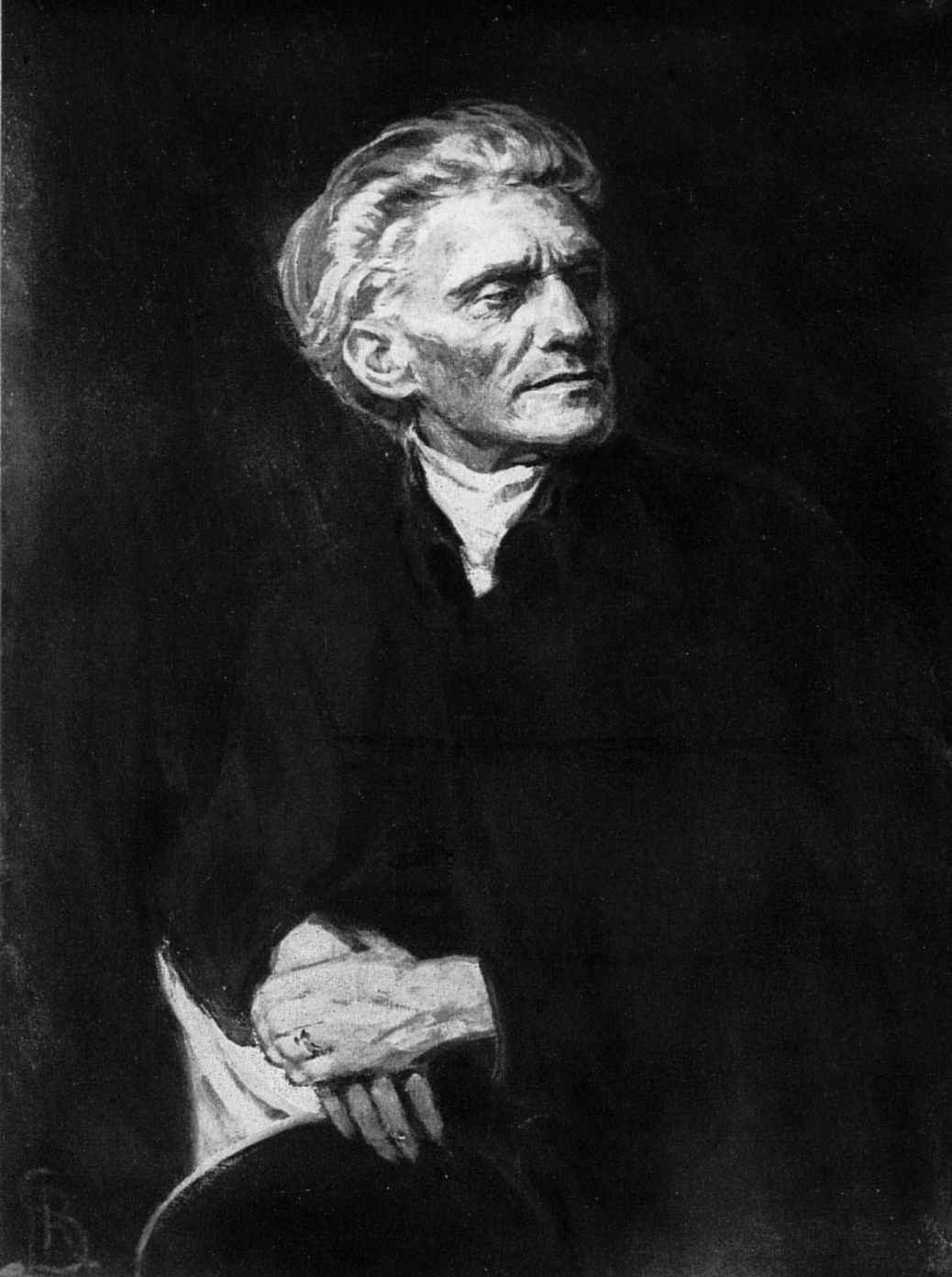
Stefan George
Porträt von Reinhold Lepsius

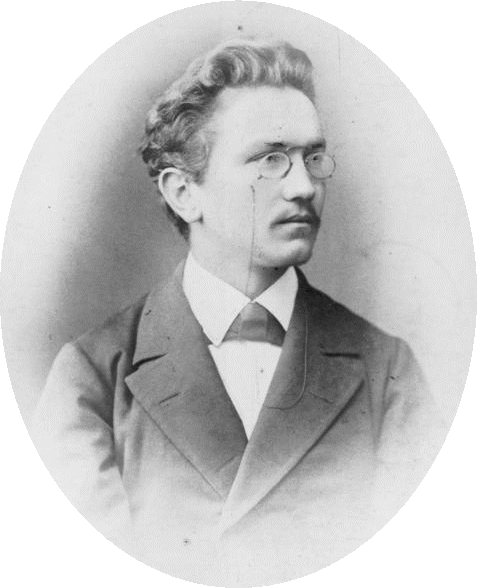
Hans Huber

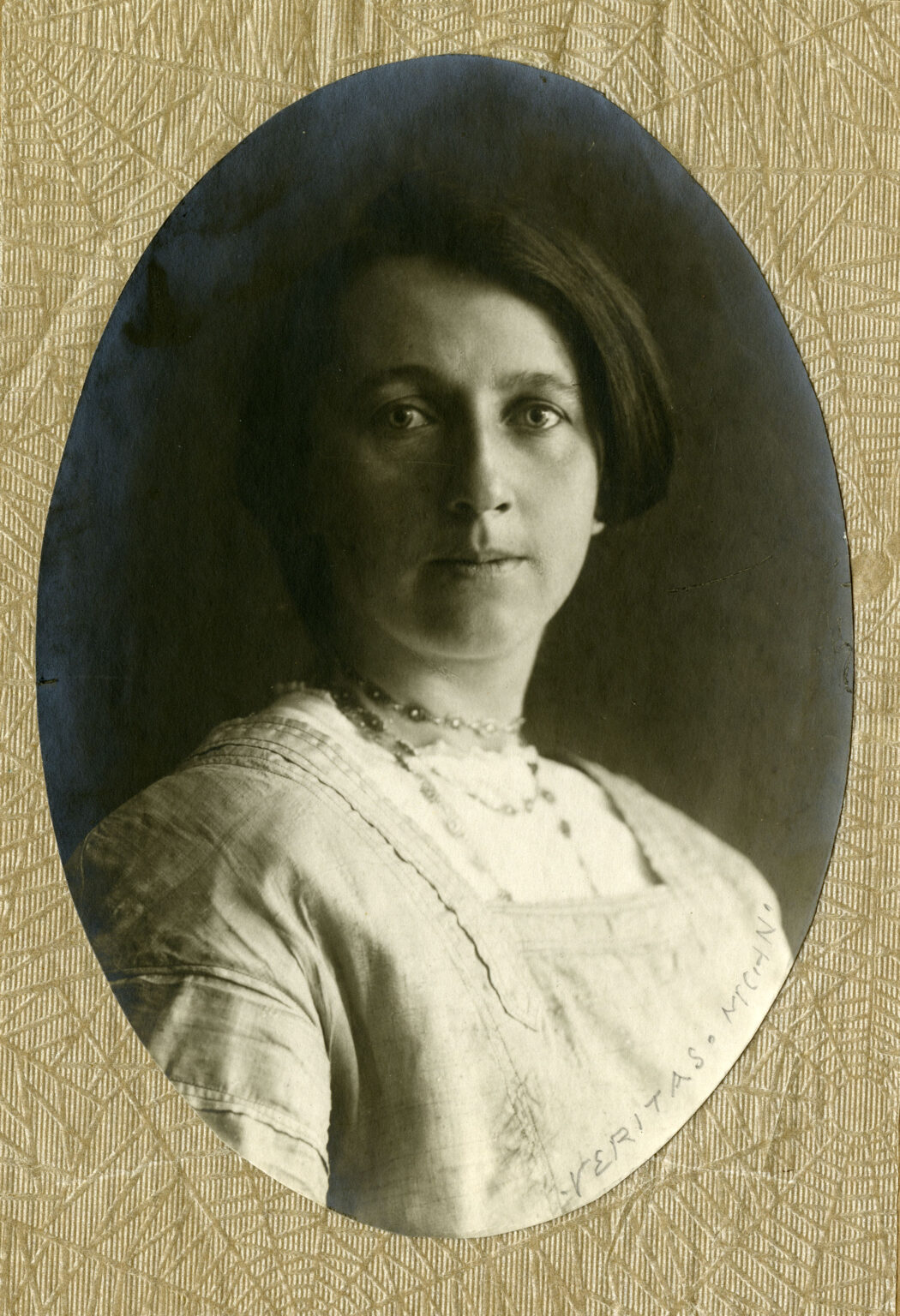
Margarethe Faas-Hardegger

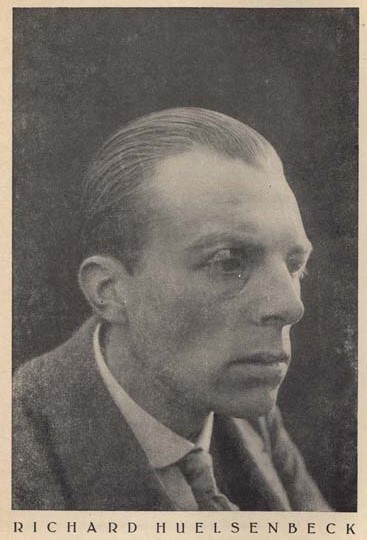
Richard Huelsenbeck (1920)

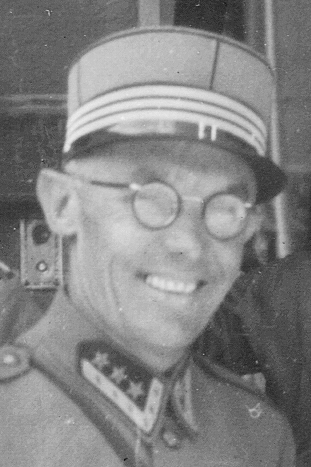
Oberst Mario Martinoni

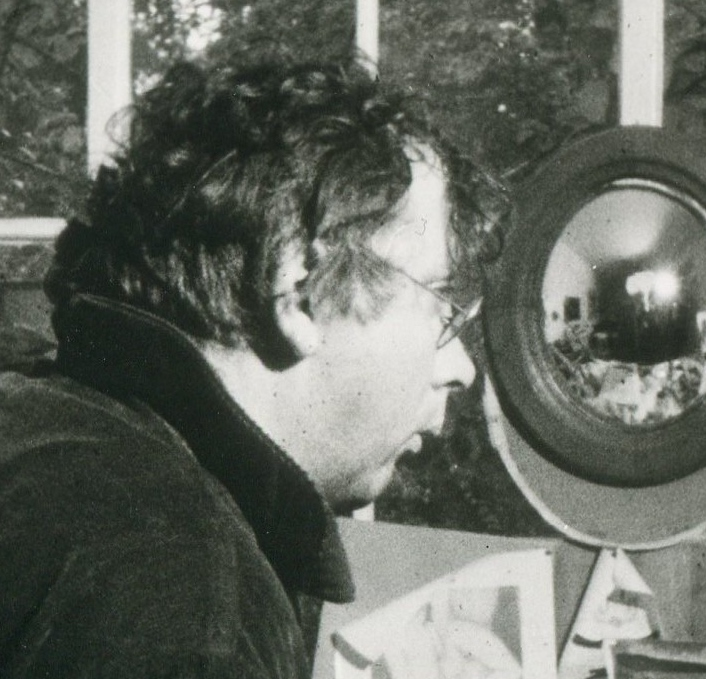
Horst Janssen (1968)

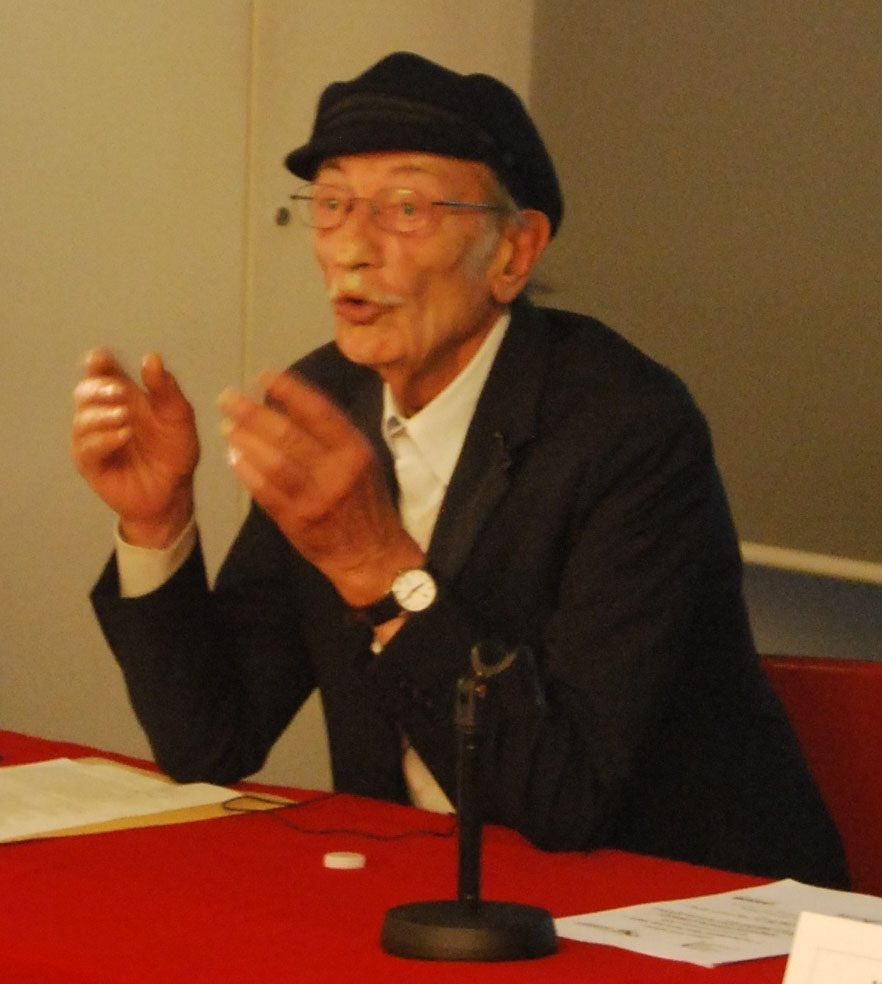
Luigi Snozzi, 2009

- Giuseppe Frizzi (* 10. Februar 1797 in Minusio; † 13. Oktober 1831 Montafia), Architekt in Turin[1][2]
- Angelo Brofferio (* 6. Dezember 1802 in Castelnuovo Calcea; † 25. Mai 1866 in Minusio), Politiker und Dichter[3]
- Michail Alexandrowitsch Bakunin (1814 1876), russischer Revolutionär, Anarchist
- Ludovico Nabruzzi (1846–1920), sozialistischer Agitator
- Gustav Eberlein (1847–1926), deutscher Bildhauer, Maler und Schriftsteller
- Rinaldo Simen (1849–1910), Freidenker, Politiker, Tessiner Staatsrat
- Hans Huber (1852–1921), Komponist, Direktor des Konservatoriums von Basel
- Giuseppe Cavagnari (* 1862 in Romano di Lombardia; † 1940 ebenda), Schriftsteller, er wohnte Zeitlang in Minusio bei Giovsanni Battista Mondada[4][5]
- Giovanni Battista Mondada (* 5. Februar 1864 in Minusio; † 23. Juli 1927 ebenda), Journalist, Direktor der Zeitung L’Unione mit Filippo Meda, Freund von Luigi Guanella, erster Präsident der Lepontia[6][7]
- Stefan George (1868–1933), Schriftsteller, Übersetzer, Dichter
- Elisar von Kupffer (1872–1942), Gründer einer religiösen Bewegung, Künstler, Anthologe, Dichter, Übersetzer und Bühnenschriftsteller
- Hugo Arnold Strauss (* 21. November 1872 in Makassar; † 19. Dezember 1944 in Minusio), Landschaftsmaler[8]
- Paul Lazarus (1873–1957), deutscher Radiologe
- Eduard von Mayer (1873–1960), Schriftsteller, Kritiker, Historiker[9]
- Theodoor Hendrik van de Velde (1873–1937), Direktor einer Frauenklinik
- Lennart von Zweygberg (* 1874 in Jyväskylä, Finnland; † 1960 in Indianapolis), Cellist
- Margarethe Faas-Hardegger (1882–1963), Schweizer Frauenrechtlerin, Gewerkschafterin
- Ugo Zaccheo (* 5. September 1882 in Locarno; † 15. Juni 1972 in Minusio (Rivapiana)), Maler, Zeichner, Illustrator, Zeichenlehrer am Lehrerseminar von Locarno. Er studierte an der Accademia di Belle Arti di Brera in Mailand. Schüler von Filippo Franzoni Schuf Porträts von Bergsteigern und Fischern, Tessiner Landschaften[10][11]
- Rudolf Gaberel (1882–1963), Schweizer Architekt
- Hermann Aellen (1887–1939), Schweizer Schriftsteller und Journalist
- Ulisse Assuelli (* 6. März 1888 in Minusio; † 5. Juli 1960 in Locarno), Dozent am Lehrerseminar von Locarno, Kunstmaler, Kupferstecher, Miniaturmaler und Zeichner schuf Landschaften, Miniaturen auf Pergament und Porzellan[12]
- Hans Richter (1888–1976), deutscher Maler, Graphiker, Schriftsteller
- Adele Margrit (Margaretha) Bay (* 20. Mai 1888 in Oberdiessbach, † 17. März 1939 in Minusio), Plastikerin[13]
- Karl Otten (1889–1963), Schriftsteller
- Albert E. Henselmann (1890–1974), Maler und Bildhauer[14]
- Giovanni Bianconi (1891–1981), Dozent, Formschneider, Xilograf, Ethnograph, Dichter
- Valerio Abbondio (1891–1958), Schweizer Lehrer und Dichter
- Fiorenzo Abbondio (1892–1980), Bildhauer
- Richard Huelsenbeck (1892–1974), Schriftsteller, Psychologe
- Max Uehlinger (1894–1981), Bildhauer, Plastiker, Zeichner und Illustrator
- Mario Martinoni (1896–1981), Schweizer Offizier, Oberst, Regimentsbefehlshaber
- Robert Gilbert (1899–1978), deutscher Textdichter, Lyriker, Komponist, Sänger und Schauspieler
- Piero Bianconi (1899–1984), Dozent, Schriftsteller, Kunstkritiker[15]
- Amedeo Boffa (* 3. August 1900 in Bosco Luganese; † 13. Juni 1966 in Minusio), Tessiner Grossrat, Nationalrat, Präsident des Tessiner Presseverbands[16][17]
- Luigi Leoni (* 10. Februar 1903 in Minusio; † 3. Mai 1980 ebenda), Schriftsteller, Maler, Bildhauer, Xylograf schuf Figuren, Büsten und Köpfe von jungen Menschen, Flachreliefs mit religiösen Themen und Landschaften[18]
- Silvio Baccaglio (* 12. Oktober 1905 in Minusio; † 25. Oktober 2000 in Locarno), Dozent, Kunstmaler, Siebdrucker, Restaurator[19]
- Giuseppe Mondada (* 28. November 1907 in Minusio; † 1997 in Locarno), Schulinspektor, Forscher, Lokalhistoriker, Publizist, Mitglied der Coscienza Svizzera[20][21][22]
- Rosita Genardini (1916–1995), Sozialarbeiterin, Politikerin (PPD), Präsidentin der Gioventù femminile cattolica von Minusio[23]
- Silvestro Mondada (* 29. Januar 1917 in Minusio; † 30. Januar 2007 in Locarno), Maler, Grafiker, Xylograf, Kupferstecher schuf Stillleben und Landschaften, Mosaik und Glasmalerei, Silografie, Gravur und Wandmalerei[24]
- Livio Leoni (* 15. Mai 1919 in Minusio; † 17. Mai 2006 ebenda), Maler, Porträtist schuf Landschaft, Stillleben, Porträt und Mosaik auf dem Friedhof von Minusio[25]
- Cherubino Darani (* 18. August 1921 in Chironico; † 10. November 2016 in Minusio), Jurist, Tessiner Grossrat, Redaktor, Regionaldirektor der Radiotelevisione Svizzera[26]
- Giovanni Lombardi (1926–2017), Schweizer Bauingenieur
- Horst Janssen (1929–1995), deutscher Zeichner, Grafiker, Autor
- Luigi Snozzi (1932–2020), Architekt und Professor für Architektur aus dem Kanton Tessin
- Sandro Bianconi (* 1933), Sprachforscher, Filmkritiker, ehemaliger Direktor des Internationalen Filmfestivals von Locarno, Mitglied der Accademia della Crusca
- Remo Lardi (* 1935? in Poschiavo?), aus Poschiavo, Politiker, Oberst der Schweizer Armee,[27] Vizepräsident der Sezione della Svizzera italiana di Pro Miliza[28]
- Angelo Casè (* 16. Dezember 1936 in Locarno; † 10. März 2005 in Minusio), Lehrer, Dichter, Schriftsteller, Literaturkritiker[29][30]
- Elfriede Rüsch genannt Elfi (* 1938 ? in Locarno?), Forscherin, Kunsthistorikerin, Publizist wohnt in Minusio[31]
- Rolf Blättler (1942–2024), Fussballspieler, dessen grösster Erfolg der Gewinn der Schweizer Meisterschaft mit dem FC Basel im Jahre 1972 war. Er wohnte und starb in Minusio
- Vince Fasciani (* 1950 in Minusio), er schreibt auf Italienisch und Französisch. Er ist Autor von Gedichten und Kulturförderer, er wohnt in Genf[32]
- Enrico Danieli (* 2. September 1952), Schweizer Arzt und Schriftsteller, wohnt in Minusio

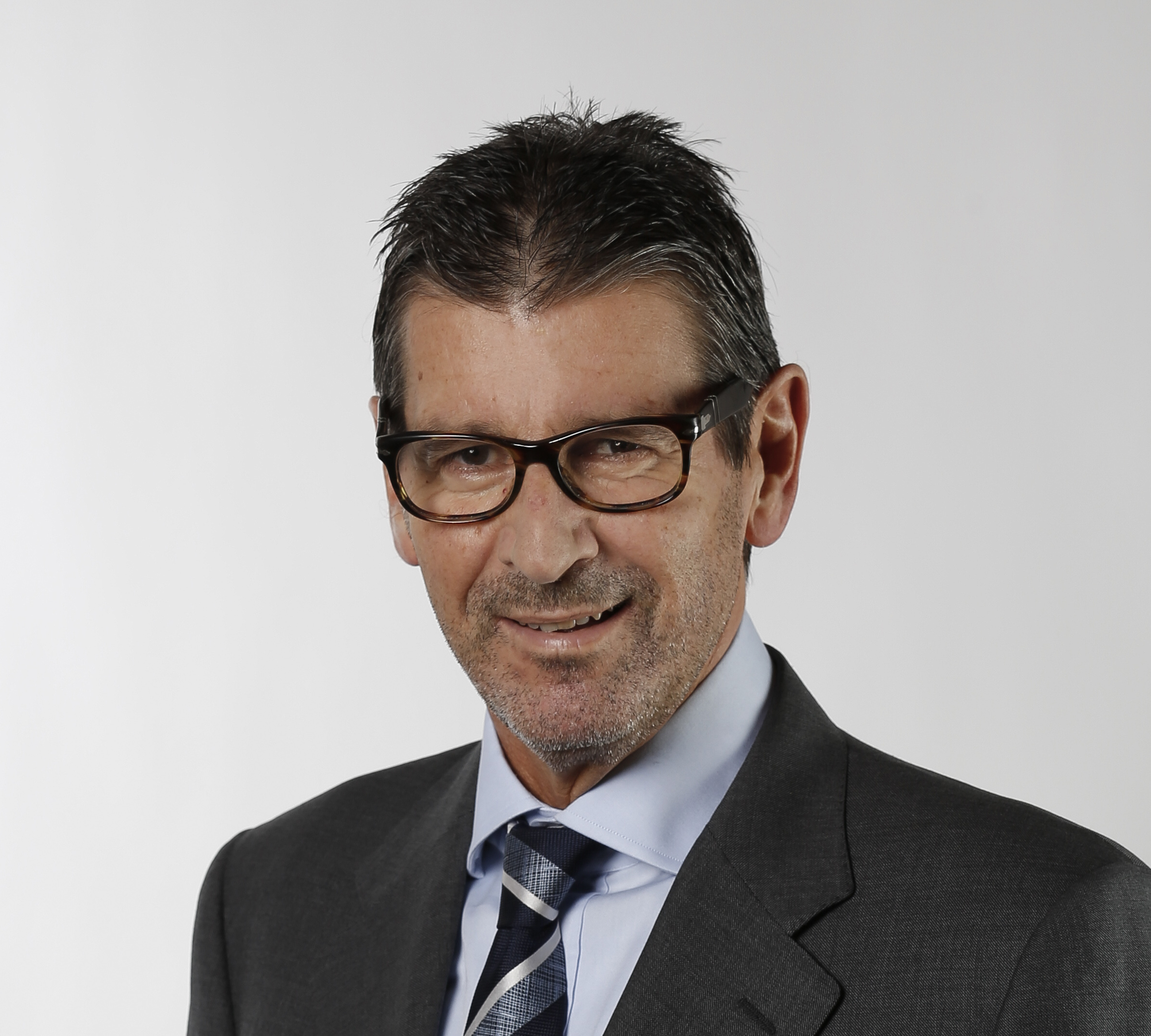
Giovanni Merlini (2015)

- Michele Arnaboldi (1953–2024) war ein Schweizer Architekt und Hochschullehrer
- Pedro Pedrazzini (* 11. November 1953 in Roveredo GR), Bildhauer schuf Bronze- und Steinbildhauer, Maler und Graveur. Schüler von Remo Rossi in Locarno. Er stidierte an der Accademia di Belle Arti di Brera in Mailand[33][34][35]
- Felice Dafond (* 11. Juni 1957 in Minusio), Advokat, Gemeindepräsident von Minusio, Tessiner Grossrat[36]
- Annina Martinoni (* 9. Mai 1957 in St. Gallen), Malerin und Zeichenlehrerin[37]
- Beat Henri Meier (* 22. Mai 1960 in Luzern; † 2. Januar 2014 in Minusio), Künstler, Maler, Zeichner und Gestalter[38]
- Fabio Bacchetta Cattori (* 26. Juli 1961 in Locarno), Anwalt, Politiker, Tessiner Grossrat[39]
- Giovanni Merlini (* 27. Mai 1962), Anwalt, Politiker, Nationalrat[40]
- Fabio De Carli (* um 1970? in Muralto), Schriftsteller, Globetrotter, wohnt in Minusio[41]
- Gianluca Monnier (* 1971 in Rom), Mitgründer des Kollektiv Parapluie, Künstler, Autor und Regisseur von Dokumentarfilmen, Videokünstler, Autor und Regisseur. Seit 2007 arbeitete er zusammen mit Andrée Julikà Tavares (Parapluie)[42][43]
- Mijat Marić (* 30. April 1984), Fussballspieler